# Ефліген
Ефліген (нім. Aefligen) — громада  в Швейцарії в кантоні Берн, адміністративний округ Емменталь.

## Географія
Громада розташована на відстані близько 19 км на північний схід від Берна.
Ефліген має площу 2 км², з яких на 22,3% дозволяється будівництво (житлове та будівництво доріг), 69,4% використовуються в сільськогосподарських цілях, 3,9% зайнято лісами, 4,4% не є продуктивними (річки, льодовики або гори).

## Демографія
2019 року в громаді мешкало 1096 осіб (+9,1% порівняно з 2010 роком), іноземців було 8,4%. Густота населення становила 537 осіб/км².
За віковим діапазоном населення розподілялося таким чином: 19,6% — особи молодші 20 років, 60,7% — особи у віці 20—64 років, 19,7% — особи у віці 65 років та старші. Було 492 помешкань (у середньому 2,2 особи в помешканні).
Із загальної кількості 255 працюючих 27 було зайнятих в первинному секторі, 106 — в обробній промисловості, 122 — в галузі послуг.